# Hiệp hội Khoa học Hệ thống Trái đất
Hiệp hội Khoa học Hệ thống Trái Đất (ESSP) là một hiệp hội dưới sự bảo trợ của Hội đồng Khoa học Quốc tế (ICSU) để nghiên cứu tổng hợp hệ thống Trái Đất, cách thức thay đổi và tác động đến tính bền vững toàn cầu và khu vực. Nó bao gồm Diversitas, IGBP, WCRP và IHDP. Năm 2012, ESSP đã đóng cửa và bắt đầu quá trình chuyển đổi sang Trái Đất Tương lai.
Trong thời đại hiện nay, những thay đổi môi trường toàn cầu đang nhanh hơn và thay đổi các hệ thống của Trái Đất về thành một trạng thái không có sự lặp lại như trong lịch sử trước đó. Hệ thống Trái Đất là tập hợp thống nhất của các thành phần vật lý, hóa học, sinh học và xã hội, các quá trình và tương tác cùng nhau xác định trạng thái và động lực của hành tinh Trái Đất, bao gồm cả sinh vật và người ở của nó.
Khoa học hệ thống Trái Đất là nghiên cứu về hệ thống Trái Đất, tập trung vào việc quan sát, hiểu và dự đoán những thay đổi môi trường toàn cầu liên quan đến tương tác giữa đất, khí quyển, nước, băng, sinh quyển, xã hội, công nghệ và nền kinh tế.